# San Paolo in carcere
San Paolo in carcere è un arazzo della bottega di Pieter van Aelst su disegno di Raffaello Sanzio, databile al 1515-1519 e conservato nella Pinacoteca Vaticana a Roma. Fa parte dei cartoni per gli arazzi della Cappella Sistina.

## Storia

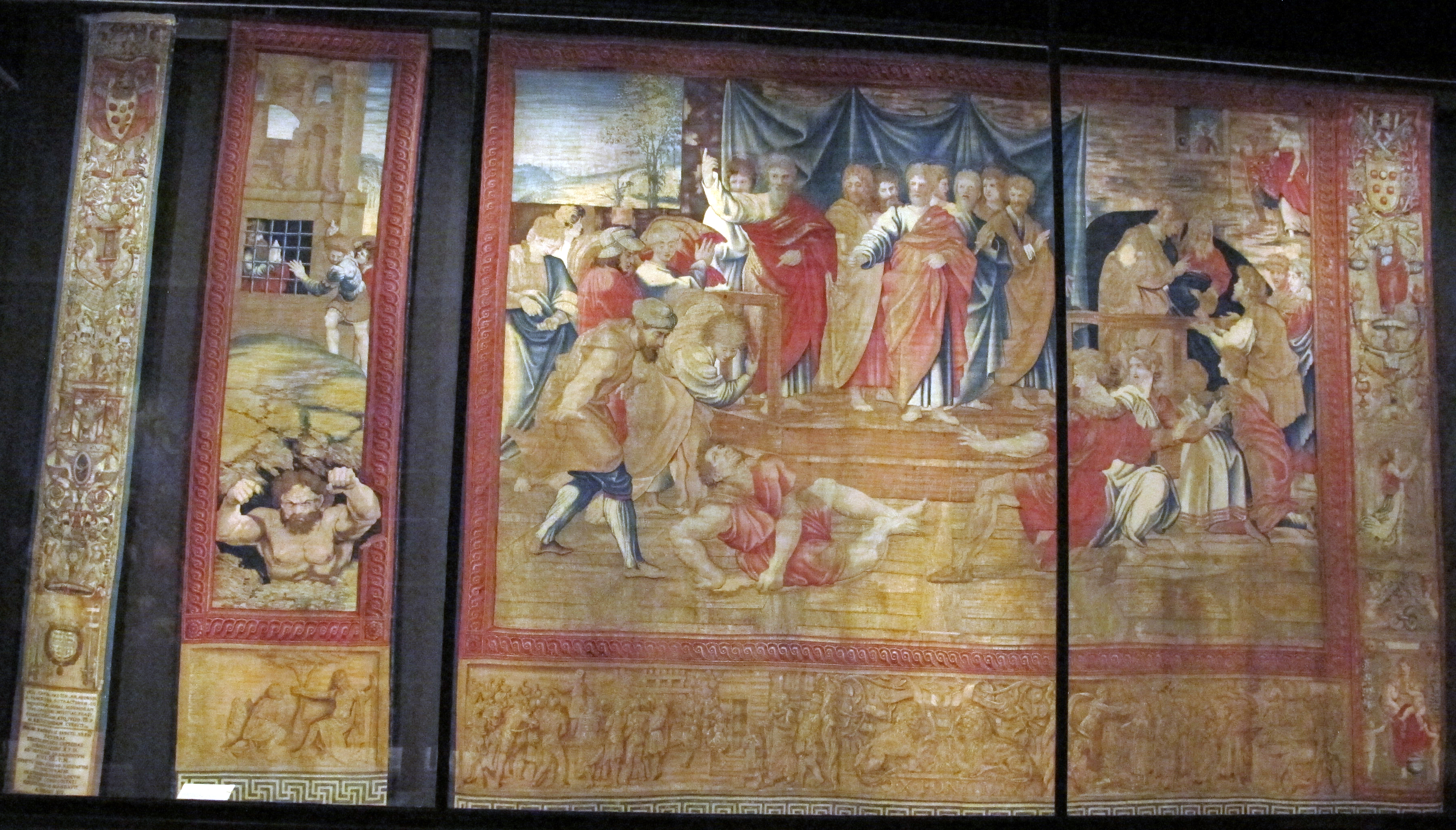
Veduta con la Morte di Anania

Leone X incaricò Raffaello di realizzare dei cartoni preparatori per una serie di arazzi da collocare nella Cappella Sistina, tra la fine del 1514 e l'inizio del 1515. I cartoni vennero inviati a Bruxelles e trasformati in arazzi nella bottega di Pieter van Aelst. Giunsero a Roma entro il 1519, venendo esposti (sette su dieci) durante la solennità di santo Stefano (26 dicembre) di quell'anno: il San Paolo in carcere arrivò qualche mese dopo. Gli altri tre dovettero pervenire immediatamente dopo. I cartoni erano destinati a decorare il registro più basso delle pareti (quello coi finti tendaggi), nella zona separata dalla transenna marmorea destinata al papa e ai religiosi; erano utilizzati nelle solenni festività e si leggevano, come le storie soprastanti, dalla parete dell'altare verso il lato opposto. 
Del San Paolo in carcere non si hanno notizie del cartone e spesso non si trova nemmeno in serie tratte dai cartoni successivamente, come quelle esistenti a Berlino, a Vienna, a Madrid e a Mantova, probabilmente a causa del suo formato irregolare.

## Descrizione e stile
La scena si ispira a un passo degli Atti degli Apostoli (IX, e3 e ss.), ed è riferita, a giudicare dal risultato, al Sanzio coadiuvato ampiamente da Giulio Romano. 
La scena, detta anche Terremoto, è lunga e stretta, poiché si trovava accanto alla cantoria della Cappella. San Paolo si trova in carcere sullo sfondo e prega oltre le sbarre. In quell'occasione si verificò un cataclisma, simboleggiato dal gigante in primo piano che scuote le fondazioni dell'edificio. 
Raffaello, consapevole del confronto con Michelangelo in Cappella, impostò i disegni con un crescendo drammatico, dove le figure prevalgono sul paesaggio o sull'architettura di sfondo, contrapponendosi in gruppi o in personaggi isolati, per facilitare la lettura delle azioni. Gli schemi sono dunque semplificati e i gesti e la mimica dei personaggi enfatizzati, per renderli più eloquenti e "universali". A differenza di Michelangelo però la monumentalità non deriva dal tormento plastico delle figure, ma da equilibri accuratamente studiati, che bilanciano la composizione e i sussulti spirituali dei protagonisti, nonostante le volute asimmetrie. 
Nonostante la sorveglianza di Bernard van Orley, affinché i modelli venissero rispettati fedelmente, gli arazzieri alterarono inevitabilmente le composizioni, indurendo i lineamenti delle figure e i paesaggi, nonché aggiungendo l'oro e vari arricchimenti ornamentali.